# اسید سیلیکوتنگستیک
اسید سیلیکوتنگستیک (به انگلیسی: Silicotungstic acid) با فرمول شیمیایی H۴[W۱۲SiO۴۰] یک ترکیب شیمیایی است. که جرم مولی آن ۲۸۷۸٫۲ g/mol می‌باشد. 